# 풍취반하 : 반하에 부는 바람
《풍취반하 : 반하에 부는 바람》(风吹半夏)은 2022년 방송되었던 중국의 드라마이다.

## 줄거
- 쉬반샤의 어머니는 반샤를 낳다가 난산으로 세상을 떠나고, 그녀의 아버지가 그녀를 나 몰라라 하면서, 쉬반샤는 강직하고 대담한 성격으로 자라게 된다. 중국의 경제가 급성장하고, 그녀는 통샤오치와 샤오천과 함께 고철을 모으고 운송하는 사업을 시작한다. 남성이 절대적인 우위를 점하고 있는 철강업계에서 그녀는 과감한 모험정신과 현실적인 업무 처리로 러시아에 진출하고, 천신만고 끝에 독자적으로 글로벌 철강 수입 사업을 개척하는데...

## 등장 인물
- 자오리잉 - 쉬반샤 역
- 어우하오 - 통샤오치 역
- 리광제 - 자오레이 역
- 류위 (刘威) - 우지엔셔 역
- 황등등 (黄澄澄) - 천위저우 역
- 가람 (柯蓝) - 가오위에진 역
- 임중 (任重) - 핑위 역
- 풍가이 (冯嘉怡) - 치우비정 역
- 왕경송 (王劲松) - 쉬오롄 역
- 류위위 (Vieven Liu) - 류메이란 역
- 손천 (孙千) - 예마오 역
- 시안 (是安) - 라오쑤 역
- 송희 (宋熹) - 궈치동 역
- 왕서 (王西) - 저우치엔 역
- 우정여 (尤靖茹) - 시에진바오 역